# Зубарев, Виктор Егорович
Ви́ктор Его́рович Зу́барев (10 апреля 1973, Ермак, Павлодарская область — 18 октября 2004, Омск) — казахстанский футболист, нападающий. В 1999 году признавался футболистом года в Казахстане по версии журнала «GOAL».

## Карьера

### Клубная
Пришёл в футбол из баскетбола. Начинал карьеру в казахстанском «Батыре». В 1997 году перешёл в павлодарский «Иртыш», за который выступал также в 1999—2000 и 2002—2003 годах. В составе «Иртыша» стал четырёхкратным чемпионом Казахстана и обладателем кубка страны, а также в 1999 году признавался футболистом года в Казахстане по версии журнала «GOAL». В 1998 году выступал за российские клубы «Арсенал» (Тула) и «Локомотив» (Нижний Новгород). В 2000—2001 годах выступал за кипрский «Аполлон» в составе которого стал обладателем кубка Кипра. В финале розыгрыша Cypriot Cup 2000-01, «Аполлон» обыграл «Nea Salamis Famagusta FC» со счетом 1-0, благодаря точному удару головой на 66 минуте Виктора Зубарева. На момент смерти являлся игроком казахстанского клуба «Есиль-Богатырь».

### В сборной
11 июня 1997 года дебютировал в национальной команде Казахстана в Лахоре против сборной Пакистана. Выйдя на замену, он оформил хет-трик. Всего на счету Зубарева 18 матчей и 12 забитых голов за первую сборную страны.
| №  | Дата       | Город    | Соперник                          | Счёт | Голы                  |
| -- | ---------- | -------- | --------------------------------- | ---- | --------------------- |
| 1  | 11.06.1997 | Лахор    | Пакистан — Казахстан              | 0:7  | Гол · Гол · Гол       |
| 2  | 20.09.1997 | Алма-Ата | Казахстан — Узбекистан            | 1:1  |                       |
| 3  | 04.10.1997 | Алма-Ата | Казахстан — Япония                | 1:1  | Гол                   |
| 4  | 11.10.1997 | Алма-Ата | Казахстан — Республика Корея      | 1:1  |                       |
| 5  | 18.10.1997 | Алма-Ата | Казахстан — ОАЭ                   | 3:0  |                       |
| 6  | 25.10.1997 | Ташкент  | Узбекистан — Казахстан            | 4:0  |                       |
| 7  | 08.11.1997 | Токио    | Япония — Казахстан                | 5:1  |                       |
| 8  | 01.12.1998 | Сисакет  | Казахстан — Иран                  | 0:2  |                       |
| 9  | 03.12.1998 | Сисакет  | Казахстан — Лаос                  | 5:0  | Гол · Гол · Гол · Гол |
| 10 | 08.12.1998 | Бангкок  | Таиланд — Казахстан               | 1:1  | Гол                   |
| 11 | 10.12.1998 | Бангкок  | Катар — Казахстан                 | 0:2  | Гол                   |
| 12 | 12.12.1998 | Бангкок  | Ливан — Казахстан                 | 3:0  |                       |
| 13 | 20.03.2000 | Манама   | Бахрейн — Казахстан               | 0:1  |                       |
| 14 | 31.03.2000 | Доха     | Иордания — Казахстан              | 0:1  |                       |
| 15 | 02.04.2000 | Доха     | Катар — Казахстан                 | 3:1  |                       |
| 16 | 06.04.2000 | Доха     | Государство Палестина — Казахстан | 0:2  |                       |
| 17 | 08.04.2000 | Доха     | Пакистан — Казахстан              | 0:4  | Гол · Гол             |
| 18 | 07.07.2002 | Алма-Ата | Казахстан — Эстония               | 1:1  |                       |

Скончался в Омске 18 октября 2004 года в возрасте 31 года. Похоронен на Новом-Городском кладбище в г. Ермак (Аксу) Павлодарская область. 

## Достижения

### Командные
«Иртыш»
- Чемпион Казахстана (3): 1997, 1999, 2002

«Аполлон»
- Обладатель Кубка Кипра: 2001

### Личные
- Футболист года в Казахстане по версии журнала GOAL: 1999